# プランシュレルの定理
数学におけるプランシュレルの定理（プランシュレルのていり、英: Plancherel theorem）は、1910年にミシェル・プランシュレルの得た調和解析における結果で、函数の平方絶対値 (squared modulus) の積分は、その周波数スペクトルの平方絶対値の積分に等しいことを述べるものである。
より明確に定式化すると、函数が L1(R) にも L2(R) にも属するならば、そのフーリエ変換は L2(R) に属し、フーリエ変換写像は L2-ノルムに関して等距変換になる。このことから、フーリエ変換写像を L1(R) ∩ L2(R) に制限したものは、線型等距変換写像 L2(R) → L2(R) に一意的に拡張できることがわかる。この等距変換は実際にはユニタリ作用素になる。実質的に、これは自乗可積分函数のフーリエ変換について考えることを可能にするものである。
プランシュレルの定理は n-次元ユークリッド空間 Rn 上の主張としてもやはり有効である。またより一般に局所コンパクト可換群に対してもこの定理は成立する。非可換な局所コンパクト群についても適当な技術的仮定を満足するものについては、プランシュレルの定理の一種で意味を持つようなものが存在するが、これは非可換調和解析に属する主題である。
フーリエ変換のユニタリ性は、自然科学や工学の分野でしばしばパーシヴァルの定理 と呼ばれる。これは旧来の（より一般性の少ない）フーリエ級数のユニタリ性を示した結果の名称の流用である。